# Kobberkompagniet
Kobberkompagniet er en dansk kobbersmedevirksomhed som blev etableret i 1990 af kobbersmedemester Max Michael Jensen.
Virksomheden startede med at lave postkasser og udendørslamper i kobber. Kobberkompagniet har efterfølgende renoveret flere gamle kobberting, bl.a Hendes Majestæt Dronningens kobbertøj som blev genfortinnet og oppoleret, det drejede sig om ca. 800 stykker med en samlet vægt på ca. 2000 kg. Uret på gangbroen ved Gutenberghus er også restaureret af firmaet, ligesom der er lavet urvisere til Frederiksberg Rådhus og Køge Kirke.

## Ekstern henvisning
- Kobberkompagniets hjemmeside